# Teucholabis (Paratropesa) praeusta
Teucholabis (Paratropesa) praeusta is een tweevleugelige uit de familie steltmuggen (Limoniidae). De soort komt voor in het Neotropisch gebied.